# 南开大学数量经济研究所
南开大学数量经济研究所，2008年成立于天津市南开区南开大学八里台校区，以计量经济学为主要研究方向，隶属于南开大学经济学院。